# Trophomera minuta
Trophomera minuta is een rondwormensoort uit de familie van de Benthimermithidae. De wetenschappelijke naam van de soort is voor het eerst geldig gepubliceerd in 1987 door Petter.